# Taninganwe
Cette page contient des caractères spéciaux ou non latins. S’ils s’affichent mal (▯, ?, etc.), consultez la page d’aide Unicode.
Taninganwe (birman : တနင်္ဂနွေမင်း, təníɴgənwè míɴ, littéralement Roi-dimanche, ca. juin 1689 – 12 décembre 1733) fut le quatorzième et avant-dernier roi de la dynastie Taungû de Birmanie (Union du Myanmar). Fils du roi Sanay, il régna de 1714 à 1733, période durant laquelle le déclin du royaume s'accéléra.
Dans l'Est, le royaume de Lanna, sous domination birmane depuis 1558, prit son indépendance en 1727. Taninganwe envoya une armée le reprendre, mais elle fut repoussée. 
Dans le Nord-ouest, les cavaliers de Manipur commencèrent à lancer des raids en territoire birman, terrorisant les habitants entre le Chindwin et l'Irrawaddy. Les forces birmanes envoyées par Taninganwe furent facilement évitées par ces cavaliers beaucoup plus mobiles.
Taninganwe mourut à Ava le 12 décembre 1733. Son fils Mahadhammaraza Dipadi lui succéda.